# Jochen Hahnengress
Jochen Hahnengress (* im 20. Jahrhundert) ist ein ehemaliger deutscher Schwimmsportler im Behindertensport in der Startklasse 1–10.

## Werdegang
Jochen Hahnengress begann seine sportliche Laufbahn bei der SV 1914 Eilendorf, wo er zunächst Mitglied der Tischtennisabteilung war, aber bereits als Schwimmer in der Behindertenklasse startete und dabei 1985 erstmals Deutscher Meister wurde. Dieser Erfolg führte zu seiner Spezialisierung und er nahm mit der deutschen Nationalmannschaft im Schwimmen an den Paralympics 1988 in Seoul und den Paralympics 1992 in Barcelona teil. Dabei gewann er 1988 im Brustschwimmen über 100 m in der damaligen Leistungsklasse L 6 die Goldmedaille sowie im Freistilschwimmen über 100 m die Bronzemedaille.
Bei den Paralympischen Sommerspielen 1992 in Barcelona gewann Hahnengress in der Leistungsklasse SB 10 im Brustschwimmen über 100 m erneut eine Goldmedaille. Auch in der 4-mal-100-Meter-Lagenstaffel in der Besetzung Hahnengress, Geert Jährig, Detlef Schmidt und Holger Wölk erkämpfte er in der Leistungsklasse S 7–10 eine weitere Goldmedaille. Schließlich errang er noch im 50-m-Freistilschwimmen eine Bronzemedaille in der Leistungsklasse S 10.
Darüber hinaus nahm Hahnengress noch an den Weltmeisterschaften im Behindertenschwimmen im Jahr 1994 in Malta teil, allerdings ohne in die Medaillenränge zu gelangen.
Für den Medaillengewinn bei den Paralympischen Sommerspielen 1992 wurde er anschließend von Bundespräsident Richard von Weizsäcker mit dem Silbernen Lorbeerblatt ausgezeichnet und wurde 1993 auf der Bezirkstagung des Westdeutschen Schwimmverbandes in Jülich mit der Ehrennadel des Bezirks Aachen geehrt.